# Koks
Koks is een buurtschap ten noordwesten van Gemert, in de Nederlandse provincie Noord-Brabant. De buurtschap ligt aan de weg tussen Gemert en Erp. Daar ter plaatse was een doorwaardbare plaats in de Aa, in de buurt waarvan in de 16e eeuw de familie Cox woonde.
Tegenwoordig ligt er een brug en een herberg. Aan de overzijde van deze brug ligt natuurgebied Het Hurkske terwijl in de richting Gemert de buurtschap Pandelaar met het Boerenbondsmuseum is te vinden.
Direct ten noorden van Koks komt de Peelsche Loop in de Aa uit.
Dorpen: Bakel · De Mortel · De Rips · Elsendorp · Gemert · Handel · Milheeze

Buurtschappen: Bakelsebrug · Bankert · Benthem · Deelse Kampen · De Klef · De Wind · Doonheide · Esdonk · Esp · Geneneind · Grotel · Heidveld · Hilakker · Hoeven · Hoogen-Aarle · Kaweide · Kivitsbraak · Koks · Kuundert · Mathijseind · Milschot · Muizenhol · Neerstraat · Nuijeneind · Overschot · Pandelaar · Pandelaarse Kampen · Ravensgat · Ren · Rootvlaas · Scheepstal · Schouw · Schutsboom · Speurgt · Tereyken · Verreheide · Vossenberg · Wolfsbosch · Zaarvlaas · Zand

Voormalige buurtschappen: Boekent

Noord-Brabant: Steden en dorpen      Nederland: Provincies · Gemeenten